# Jascha Heifetz

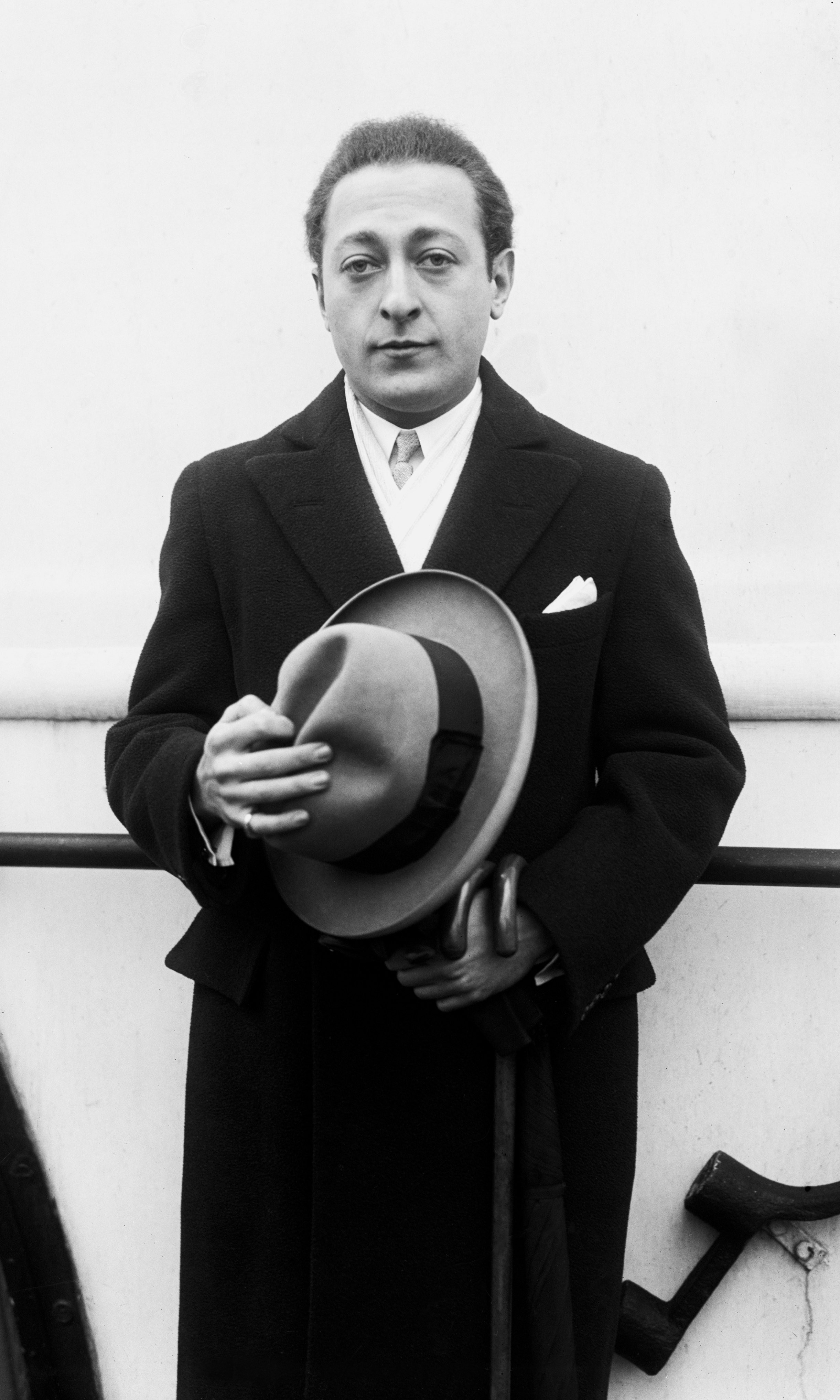
Jascha Heifetz

Jascha Heifetz, född 2 februari 1901 i Vilnius, Litauen (som då tillhörde Ryssland), död 10 december 1987 i Los Angeles, USA, violinist, ofta beskriven som en av de största någonsin, och den mest berömda under 1900-talet.

## Underbarnet
Heifetz föddes i en judisk familj. Det finns en viss osäkerhet när det gäller hans födelseår, ibland anges 1900 (eller till och med 1899).  Hans far var konsertmästare vid Vilnius symfoniorkester, och Jascha började spela fiol vid tre års ålder. Han var ett underbarn och gjorde sin konsertdebut redan vid sju års ålder i Kovno (nu Kaunas) i Litauen. Han spelade  Mendelssohns Violinkonsert i e-moll. 1910 började han vid konservatoriet i S:t Petersburg, där han studerade för Leopold von Auer. När han var 12 spelade han i Tyskland och Skandinavien. Samma år mötte han i Berlin Fritz Kreisler för första gången. Det var denna gång Kreisler sa - efter att ha ackompanjerat Heifetz, när han spelade Mendelssohns Violinkonsert - "Efter detta kan alla vi andra bryta våra stråkar mot våra knän." Heifetz turnerade redan i tonåren över stora delar av Europa.
27 oktober 1917 spelade Heifetz för första gången i USA. Den kvällens konsert i Carnegie Hall blev legendarisk. Violinkollegan Mischa Elman klagade "Hu, vad det känns varmt härinne", varefter pianisten Leopold Godovskij, som satt därintill, oberört svarade: "Inte för pianister." Heifetz stannade och blev amerikansk medborgare 1925. När han berättade för Harpo Marx (som var en stor beundrare) att han hade tjänat sitt uppehälle som musiker sedan sju års ålder, svarade Harpo: "Och före det var du väl bara en barnrumpa!"

## Inspelningar, kammarmusik och beställningsverk
Heifetz gjorde sin första kommersiella inspelning 7 november 1917. Genom hela sin karriär fortsatte han att göra grammofoninspelningar och alltid för RCA Victor. Han hade en oklanderlig teknik, och ett snabbt vibrato. Från tid till annan fick hans närmast perfekta teknik och konservativa scenuppträdande somliga att anklaga honom för att vara för mekanisk, till och med kall. Trots det anser de allra flesta kritiker, att han i sitt spel visade både känsla och vördnad för kompositörernas önskemål.
Heifetz uppskattade att ofta spela kammarmusik. Diverse kritiker har tyckt, att jämfört med den ypperliga nivån när det gäller hans solistiska spel, var hans framgång i kammarensembler något begränsad, eftersom hans artistiska personlighet tenderade att överglänsa medspelarnas. Nämnvärda samarbeten inkluderar både hans inspelningar med trior av Beethoven, Franz Schubert och Johannes Brahms, med cellisten Emmanuel Feuermann och pianisten Arthur Rubinstein, och det senare samarbetet med Rubinstein och cellisten Gregor Piatigorsky, med vilka han spelade in trior av Maurice Ravel, Pjotr Tjajkovskij och Felix Mendelssohn. Hans inspelningar med violasten William Primrose av bl.a. Wolfgang Amadeus Mozart Sinfonia Concertante och Händel/Halvorsen Passacaglia är också nämnvärda.
Heifetz beställde ett antal musikverk, och av dem är kanske violinkonserten av William Walton den mest betydelsefulla.  Han arrangerade själv ett antal stycken, såsom Hora Staccato av Grigoraş Dinicu - en berömd rumänsk kompositör , som Heifetz enligt ryktet ska ha kallat den bästa violinst han någonsin hade hört. Under pseudonymen Jim Hoyl, skrev Heifetz också en schlager, "When you make love to me, don't make believe".

## Omtalad turné till Israel
På sin fjärde turné till Israel, 1953, framförde Heifetz Violinsonaten av Richard Strauss. Vid denna tid ansåg många att Strauss var en "nazikompositör", och hans verk var, liksom Richard Wagners, inofficiellt svartlistade i Israel. Trots det faktum att Förintelsen hade ägt rum mindre än tio år tidigare och en vädjan i sista minuten från Israels utbildningsminister, anförde Heifetz trotsigt att "Musiken är över alla sådan faktorer. ... Jag kommer inte att ändra mitt program. Jag har rätten att besluta om min repertoar." Efter Strauss-sonaten svarade publiken under denna turné alltid med dödstystnad. 
Efter sin konsert i Jerusalem attackerades Heifetz, utanför sitt hotell, av en man som slog till hans högra arm med en järnstång. När gärningsmannen började fly, larmade Heifetz sina beväpnade följeslagare, "Skjut den där mannen, han försökte mörda mig." Angriparen lyckades undkomma och återfanns aldrig.
Denna incident skapade rubriker i pressen och Heifetz förklarade trotsigt att han inte skulle sluta spela Strauss. Fler hot fortsatte emellertid att komma in och han drog tillbaka Strauss från nästa konsert utan vidare förklaring. Hans sista konsert ställdes in i och med att den högra armen började göra för ont. Han lämnade Israel och kom inte tillbaka förrän 1970.

## Arvet efter Heifetz

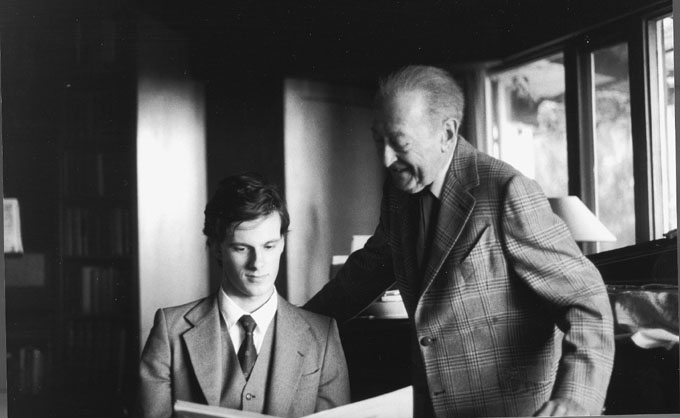
Heifetz tillsammans med Rudolf Koelman 1979

Han ägde både en Stradivarius och den 1740 "ex David" Guarneri del Gesù, varav han föredrog den senare och behöll den till sin död. I enlighet med Heifetz testamente förvaras Guarneri-violinen nu i San Francisco Legion of Honor museum. Det föreskriver därtill att violinen kan tas fram och spelas "vid speciella tillfällen" av härtill värdiga musiker.
1972 slutade Heifetz ge konserter och att spela in. Hans skicklighet som exekutör förblev dock intakt även efter detta, trots mer än ett halvt århundrade i rampljuset. Därefter undervisade han, tillsammans med sin vän Gregor Piatigorsky, vid University of Southern California.
Hans sonson Danny Heifetz har spelat trummor och slagverk med Mr. Bungle, Dieselhead och Link Wray.